# Myrsine clemensiae
Myrsine clemensiae är en viveväxtart som först beskrevs av Hermann Sleumer, och fick sitt nu gällande namn av Pipoly. Myrsine clemensiae ingår i släktet Myrsine och familjen viveväxter. Inga underarter finns listade i Catalogue of Life.